# 機械化登陸艇
機械化登陸艇（英語：Landing Craft Mechanized，LCM），是一種在第二次世界大戰問世，設計在兩棲作戰時用來裝運武裝士兵、車輛或是物資進行登岸的兩棲戰艦。又因放下擋板時外型類似畚斗，於八二三炮戰時，被金門百姓稱為畚斗船。
在第二次世界大戰之前，兩棲作戰是運兵船在靠近岸邊時換乘船艇，但在第一次世界大戰後，機械化載具開始在軍隊中普及，只能運輸士兵的小艇已不符合兩棲作戰使用，英國皇家海軍在1920年代開發了機動登陸艇，它的設計可視為機械登陸艇的先驅，後來的機械化兩棲登陸艦概念也都是由該艇放大。
機械化登陸艇無遠航能力，最早是設計裝載在普通貨輪上，在第二次世界大戰期間同盟國開發出專運用機械化登陸艇遂行兩棲作戰的船塢登陸艦。現代因為軍事科技的發展，一些國家自製的高速機械化登陸艇也有相當的進步，如中國、南韓、西班牙、英國等。

## 衍生型號

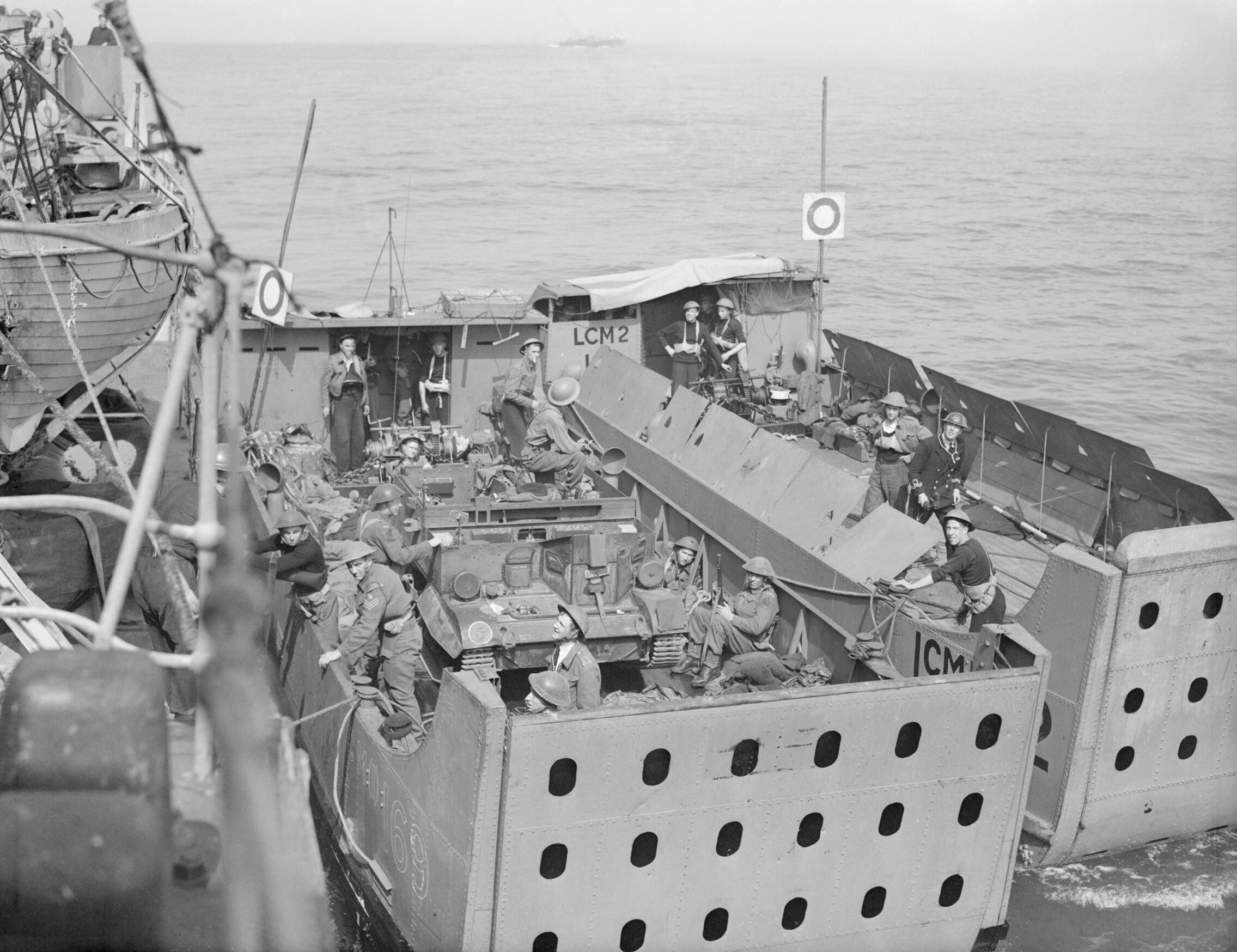
LCM1，1942年

- LCM 1─landing craft, mechanized (Mark I)，第一型機械登陸艇：1938-1944年間，於英國皇家海軍、加拿大皇家海軍、印度皇家海軍服役。
- LCM (2)─landing craft, mechanized (Mark II)，第二型機械登陸艇：1941-1942年間，於美國海軍，與美國海岸警衛隊服役，在LCM(3)出現後，很快的被取代。
- LCM(3)─landing craft, mechanized (Mark III)，第三型機械登陸艇：是美國海軍LCM製造數量最多的型號，並以此為基礎發展出了LCVP。
- LCM(4)：英軍修改自LCM(1)，主要是改善了穩定性與放下時的浮橋，於1943-1944年間服役。
- LCM(5)：同上，英國皇家海軍使用。
- LCM(6)：1943年開發，是美軍在二戰中最後開發的型號。
- LCM(7)：英國皇家海軍使用。
- LCM-8：又稱為麥克艇(Mike Boat)，於1959年開發，被美國海軍與美國陸軍使用於越戰中，其衍生的其他改良型，至今仍在服役中。

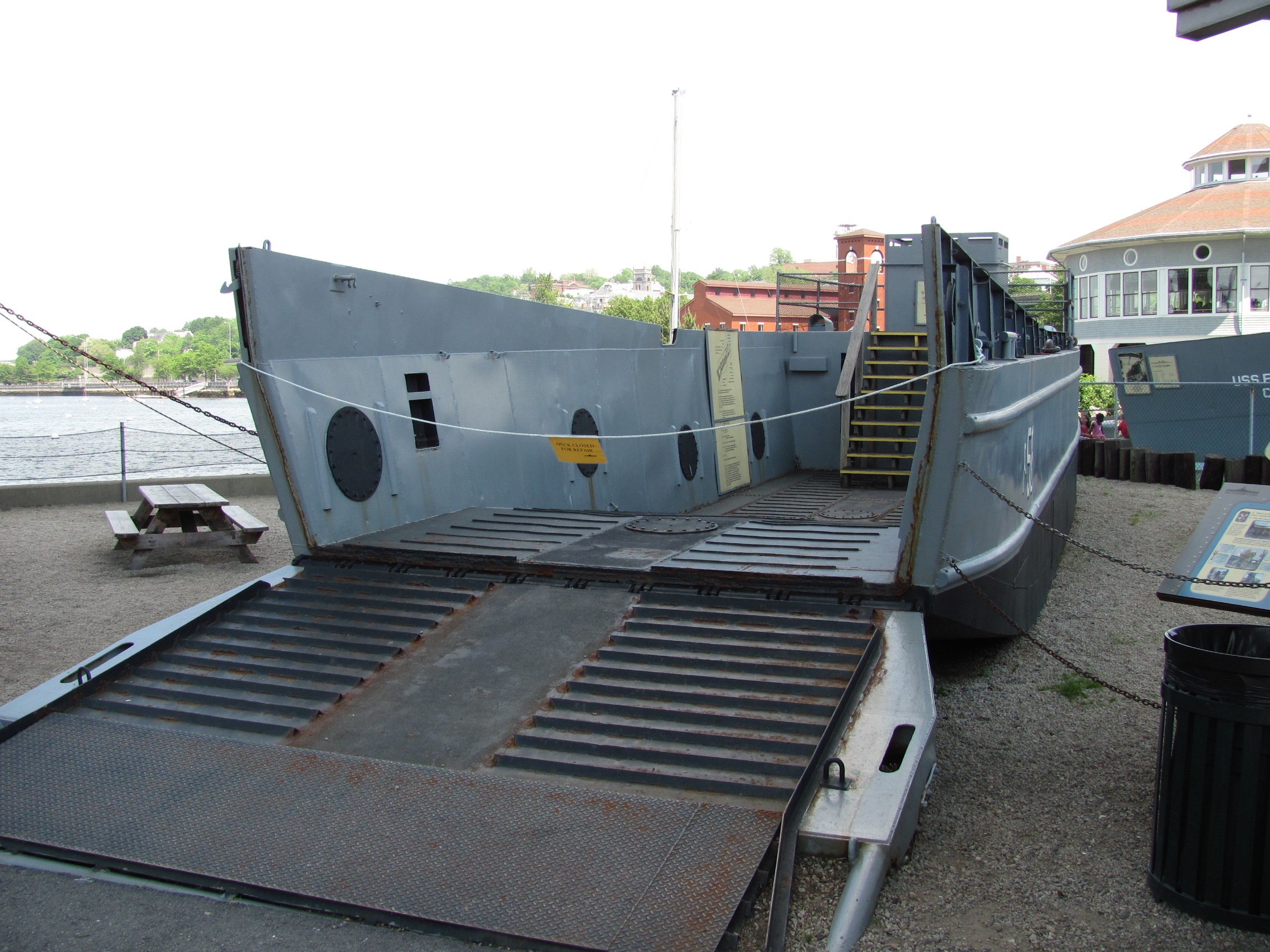
一艘陳列展示的LCM-3

- LCVP（英语：LCVP (United States)）：Landing Craft, Vehicle, Personnel ，人員車輛登陸艇，又稱為希金斯艇，由安德魯·希金斯（英语：Andrew Higgins）設計。

## 依武裝區分
- LCM(flak)─landing craft, mechanized (flak)，高射砲機械登陸艇
- LCM(rocket)─landing craft, mechanized, rocket，火箭機械登陸艇
- LCM(smoke)─landing craft, mechanized (smoke)，煙幕機械登陸艇
- LCMG─landing craft, mechanized gunboat，砲艇機械登陸艇

## 使用國
- 美国 - 美國海軍
- 越南共和国 - 越南共和國海軍
- 高棉共和國 - 高棉共和國海軍（英语：Khmer National Navy）
- 泰國 - 泰國皇家海軍
- - 澳洲皇家海軍、澳大利亞陸軍
- 西班牙 - 西班牙海軍
- 中華民國 - 中華民國海軍、中華民國陸軍船舶大隊(已裁撤)